# Dímaques
Dímaques (del llatí Dimachae) eren un soldats de cavalleria macedonis que combatien també a peu quan l'ocasió ho demanava. La paraula prové del grec antic διμάχαι, de μάχη, lluita i el prefix δι- que significa dues, doble.
Portaven un armament més pesat que els soldats ordinaris de cavalleria i més lleuger que els soldats d'infanteria. Cada soldat anava acompanyat d'un servidor que es cuidava del cavall quan lluitaven a peu. Probablement estaven armats amb una llança o javelines i espasa, equipats amb un corset amb botes, escut llançat per la part posterior per facilitar el moviment. Feien part de l'exèrcit d'Alexandre el Gran.